# Subleuconycta
Subleuconycta är ett släkte av fjärilar. Subleuconycta ingår i familjen nattflyn.
Kladogram enligt Catalogue of Life:
| Subleuconycta | \| \| Subleuconycta palshkovi \| \| \| \| \| \| Subleuconycta sugii \| \| \| \| |
|               | \| \| Subleuconycta palshkovi \| \| \| \| \| \| Subleuconycta sugii \| \| \| \| |
|               | Subleuconycta palshkovi                                                         |
|               |                                                                                 |
|               | Subleuconycta sugii                                                             |
|               |                                                                                 |